# Strijkkwartet nr. 13 (Beethoven)
Het strijkkwartet nr. 13 in Bes-majeur, opus 130 is een zesdelige compositie voor strijkkwartet van Ludwig van Beethoven. Het is het derde en laatste kwartet dat Beethoven in opdracht van prins Nikolaj Golitsyn schreef. Na aandringen van Karl Holz, violist in het Schuppanzigh-Quartett, verving Beethoven de finale door een alternatieve versie. De oorspronkelijke versie werd afzonderlijk gepubliceerd als Große Fuge (opus 133).

## Ontstaan
Beethoven kreeg de opdracht van Golitsyn op een moment dat hij al de wens had om weer strijkkwartetten te gaan componeren. Hij had zich voor het laatst met dit genre beziggehouden toen in 1810 het kwartet nummer 11 in f-mineur (op. 95) ontstond. De eerste twee Golitsyn-kwartetten waren nr. 12 in Es-majeur (opus 127, januari 1825) en nr. 15 in a-mineur (opus 132, juli 1825). Het kwartet nr. 13 ontstond in januari 1826 als het laatste van de drie kwartetten in opdracht van de prins.
Beethoven had zoveel enthousiasme ontwikkeld voor het componeren van strijkkwartetten dat hij na het voltooien van de drie Golitsyn-kwartetten nog twee componeerde: nr. 14 in C-mineur (opus 131, juli 1826) en Beethovens laatste voltooide compositie, nr. 16 in F-majeur (opus 135, oktober 1826). Hij stierf een paar maanden na de voltooiing.
Volgens zijn eigen notitie was Beethoven van plan zijn "laatste kwartet" (dat wil zeggen het laatste kwartet bedoeld voor prins Golitsyn) te voorzien van "een serieuze en complexe introductie". Dit kan erop wijzen dat hij eerst het openingsdeel en de finale en pas daarna de middendelen componeerde, om een raamwerk voor het kwartet te creëren.

## Delen
I. Adagio, ma non troppo – Allegro
Drie contrasterende themata. Toch geen qua opbouw klassieke sonatevorm, onder meer door het steeds weer inbreken van het openingsadagio in het allegro.
II. Presto
Feitelijk een scherzo. Veel vaart door een wiegend thema dat steeds met een door voorslagen en sforzati voortgestuwd tweede thema wordt geconfronteerd.
III. Andante con moto, ma non troppo. Poco scherzoso
Bedachtzame kalme melodie en iets dansantere tegenmelodie die zich rustig afwikkelt in achtereenvolgende variaties.
IV. Alla danza tedesca: Allegro assai
"Duitse dans" die oorspronkelijk voor strijkkwartet nr. 15 (opus 132) was bedoeld.
V. Cavatina. Adagio molto espressivo
Cavatina is een kort en simpel lied, een gezang van innig karakter. Een middendeel, met stokkende maten en het opschrift beklemmt: alsof de emotie te veel wordt. Volgens Karl Holz was dit deel voor Beethoven een lievelingsstuk: "Nooit heeft mijn eigen muziek zulk een indruk op mij gemaakt. Zelfs het navoelen ervan kost mij steeds weer een traan".
VI. Finale: Allegro
Vrolijke rondo-finale vol levenslust. Verder weinig herkenbaar als 'late Beethoven'. Doet eerder denken aan Joseph Haydn.
De structuur in zes delen is ongebruikelijk. Hier wordt dezelfde volgorde gevolgd als bij onder meer Beethovens 9e symfonie (opening, dansdeel, langzaam deel, finale) met herhaling van het midden van de cyclus en dat leidt tot: opening, dans, langzaam deel, dans, langzaam deel, finale.
Het motief G-Gis-F’-E’ (dat de Große Fuge domineert) is in meerdere varianten de pijler van het hele kwartet. Dit motief komt voor in alle drie Golitsyn-kwartetten.

## Receptie
In zijn oorspronkelijke vorm was de Große Fuge het slotdeel. In deze vorm duurde het werk ongeveer 50 minuten. Gezien de afwijzende reacties vroeg de uitgever aan Beethoven om een wat eenvoudiger (en lichtvoetiger) versie, dan de kolossale Große Fuge van de finale te maken. Het kwartet was op zich gunstig ontvangen, maar de afwijzing van de Große Fuge als finale was algemeen. De nieuwe finale viel destijds beter in de smaak bij het Weense publiek. Toch zijn er altijd uitgesproken voorstanders van de oorspronkelijke finale geweest, onder wie Ignaz Schuppanzigh, de leider van het naar hem genoemde kwartet dat op 21 maart 1826 de première verzorgde. In de 21e eeuw is de Große Fuge als finale weer in zwang bij sommige strijkkwartetten.

## Voyager Golden Record
Het vijfde deel Cavatina is een van de muziekstukken die zijn opgenomen op de Voyager Golden Record, die werd bevestigd aan het Voyager 2-ruimtevaartuig dat in 1977 werd gelanceerd, in de hoop dat op een dag buitenaardse levensvormen via het ruimtevaartuig kennis zouden nemen van het menselijk bestaan.